# Kunów
Kunów [ˈkunuf]ⓘ ist eine Stadt in Polen in der Woiwodschaft Heiligkreuz. Sie hat etwa 3000 Einwohner und ist Sitz der gleichnamigen Stadt-und-Land-Gemeinde mit etwa 10.000 Einwohnern.

## Geschichte
Zwischen 1325 und 1327 wurde Kunów das erste Mal erwähnt. Stadtrecht erhielt der Ort 1365. 1502 wurde die Stadt beim Einfall der Tataren zerstört. 1533 wurde das Stadtrecht bestätigt. Bei der Dritten Teilung Polens kam die Stadt an Österreich. 1867 verlor der Ort sein Stadtrecht. Nach dem Ersten Weltkrieg wurde der Ort Teil des wiederentstandenen Polens. Im September 1939 wurde Kunów von der deutschen Wehrmacht besetzt. Die Besetzung dauerte bis zum Einmarsch der Roten Armee. 1990 erhielt Kunów wieder Stadtrecht.

## Kultur und Sehenswürdigkeiten

### Bauwerke

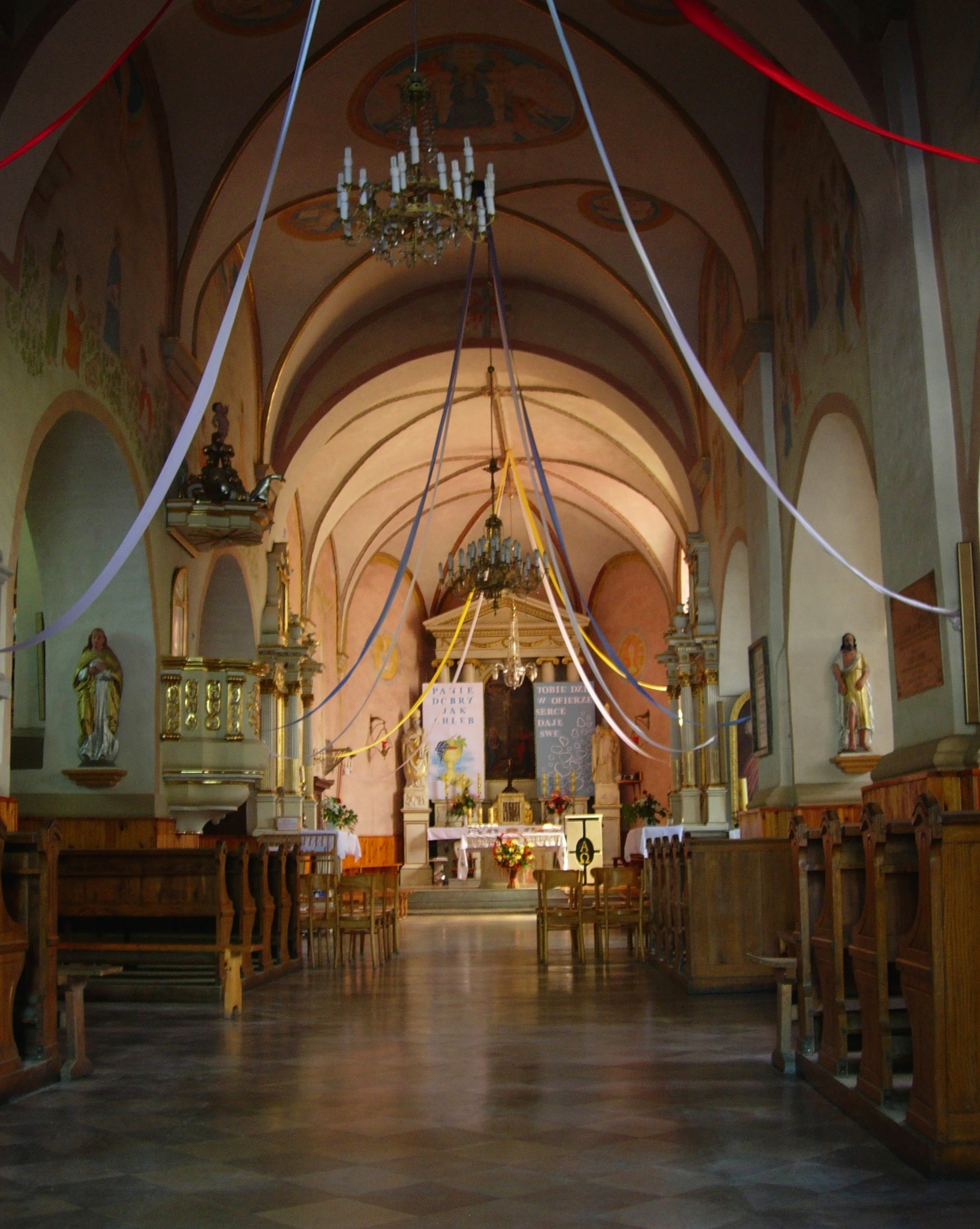
Das Innere der Kirche des Heiligen Ladislau.

- die Kirche des Heiligen Ladislaus im Stil der Spätrenaissance
- die Kapelle der Heiligen Katharina aus dem Jahr 1430
- der Glockenturm aus dem Jahr 1896

## Gemeinde
Sie Stadt-und-Land-Gemeinde (gmina miejsko-wiejska) Kunów hat eine Fläche von 113,73 km², auf der etwa 10.000 Einwohner leben. Sie besteht aus der Stadt und Dörfern mit 17 Schulzenämtern.

## Verkehr
Durch Kunów führt die Landesstraße 9 (droga krajowa 9). Im Norden führt die Straße nach 25 Kilometern durch Iłża und nach weiteren 25 Kilometern durch Radom. In südwestlicher Richtung führt sie nach sieben Kilometern durch Ostrowiec Świętokrzyski.
Direkte Bahnverbindungen gibt es über die Bahnstrecke Łódź–Dębica nach Skarżysko-Kamienna und Ostrowiec Świętokrzyski. 
Der nächste internationale Flughafen ist der Władysław-Reymont-Flughafen Łódź, etwa 160 Kilometer nordwestlich.

## Persönlichkeiten
- Franciszek Kacper Fornalski (1806–1850), Offizier des Novemberaufstands
- Jan Bojarczak (1905–1941), katholischer Geistlicher.